# Katarzyna Grochola
Anna Katarzyna Grochola (ur. 18 lipca 1957 w Krotoszynie) – polska pisarka.
Jedna z najpoczytniejszych i najpopularniejszych polskich pisarek współczesnych – jej książki sprzedały się w nakładzie ponad 4 mln egzemplarzy. Autorka głównie powieści obyczajowych, kierowanych przede wszystkim do kobiecego grona czytelników. Jej najbardziej znane dzieła to Nigdy w życiu! (2001) i Ja wam pokażę! (2004), które doczekały się adaptacji w postaci filmów o takich samych tytułach.

## Życiorys
Urodziła się w Krotoszynie, ale dorastała w Poznaniu, Wałbrzychu i Warszawie. Jest córką prawnika Władysława Grocholi i jego żony Lidii, polonistki. Ma młodszego brata Władysława. Jej dziadek, Władysław Grochola, był majorem Wojska Polskiego.
Od dziecka interesowała się literaturą i pisaniem, a pierwszą książkę napisała w wieku 11 lat. Ukończyła klasę humanistyczną w VII Liceum Ogólnokształcącym im. Juliusza Słowackiego w Warszawie. 
We wczesnym okresie dorosłości była salową w Szpitalu Wolskim. W Libii, dokąd wyjechała z pierwszym mężem w 1978, pracowała jako sekretarka i maszynistka. Wróciła do Polski w 1981 i pracowała jako korektorka w Krajowej Agencji Wydawniczej. Następnie wyjechała do Londynu, gdzie zarabiała, sprzątając mieszkania i pracując u jubilera. Po powrocie do kraju była dyrektorką składu celnego i specjalistką do spraw szkoleń w Fundacji Rozwoju Demokracji Lokalnej. Przez osiem lat współpracowała z pismami „Poradnik Domowy” i „Jestem”, w których odpisywała na listy przesyłane przez czytelników do redakcji. Przez rok była konsultantką w biurze matrymonialnym. Pod koniec lat 90. publikowała w czasopismach: „Gracja”, „Marie Claire” oraz „Pani”.
Jako pisarka zadebiutowała powieścią Przegryźć dżdżownicę (1997). Popularność przyniosła jej następna powieść, Nigdy w życiu! (2001). Książka doczekała się trzech kontynuacji: Serce na temblaku (2002), Ja wam pokażę! (2004), A nie mówiłam! (2006), które razem stworzyły czterotomowy cykl Żaby i anioły. W 2010 wydała książkę autobiograficzną pt. Zielone drzwi. Następnie napisała książkę Makatka (2011) z córką Dorotą Szelągowską. W 2019 wydała powieść kryminalną Zranić marionetkę. Łącznie opublikowane zostały jej 24 książki, w tym sześć zbiorów opowiadań i dwie rozmowy z psychoterapeutą Andrzejem Wiśniewskim.
Napisała spektakl radiowy Kot mi schudł (2000) i utwór dramatyczny Pozwól mi odejść (2000). Była współscenarzystką seriali M jak miłość (2001–2002) i Na dobre i na złe (2002) oraz współautorką scenariuszy do filmowej (2006) i serialowej (2007) ekranizacji swojej powieści Ja wam pokażę!. 
W latach 2003–2004 współprowadziła audycję Rozmowy niepoprawne w Radiu Kolor. W 2005 założyła Wydawnictwo Autorskie, które zostało zamknięte w 2009. Pisała felietony do miesięczników „Pani” i „Moje smaki życia” oraz publikowała w literackim miesięczniku „Bluszcz”. W parze z Janem Klimentem zajęła trzecie miejsce w 11. edycji programu rozrywkowego TVN Taniec z gwiazdami (2010). W 2020 prowadziła program dokumentalny Niewidzialne: stop przemocy w Crime+Investigation Polsat, była ambasadorką kampanii „Stop przemocy wobec kobiet” oraz wystąpiła w krótkometrażowym filmie Olgi Bołądź Alicja i żabka. Napisała teksty piosenek na płytę Stanisława Bartosika pt. Moje kochanie (2021).

## Życie prywatne
Z pierwszym mężem, za którego wyszła w wieku 21 lat, ma córkę Dorotę Szelągowską. Z drugim mężem rozstała się po trzech latach małżeństwa. W latach 2004–2010 była nieformalnie związana z fotografem Krzysztofem Jarczewskim. Od 2018 jej trzecim mężem jest muzyk Stanisław Bartosik. 
W 1997 zamieszkała w Milanówku pod Warszawą.
Podkreśla przywiązanie do religii rzymskokatolickiej. Mając 21 lat, przystąpiła do chrztu.                                                         
W wieku 30 lat przeszła chorobę nowotworową. W 2022 zachorowała na raka prawego płuca.

## Publikacje
| Powieści - Przegryźć dżdżownicę (1997) - Nigdy w życiu! (2001) - Serce na temblaku (2002) - Ja wam pokażę! (2004) - Osobowość ćmy (2005) - A nie mówiłam! (2006) - Trzepot skrzydeł (2008) - Kryształowy Anioł (2009) - Zielone drzwi (2010) - Makatka (2011) - Houston, mamy problem! (2012) - Przeznaczeni (2016) - Zranić marionetkę (2019) - Zjadacz czerni 8 (2021) - Miłość w cieniu słońca (2023) - Wyluzuj, kobieto! (2024) | Wywiady-rzeki Z psychoterapeutą Andrzejem Wiśniewskim: - Związki i rozwiązki miłosne (2002) - Gry i zabawy małżeńskie i pozamałżeńskie (2006) Zbiory opowiadań - Podanie o miłość (2001) - Zdążyć przed pierwszą gwiazdką (2002) - Upoważnienie do szczęścia (2003) - Trochę większy poniedziałek (2013) - Zagubione niebo (2014) - Pocieszki (2018) |

## Nagrody
- Siedmiokrotna laureatka nagrody Bestsellery Empiku[14]
- Nagroda w konkursie dramaturgicznym Tespis za utwór dramatyczny Pozwól mi odejść (2000)
- Nagroda w konkursie dramaturgicznym Tespis za spektakl radiowy Kot mi schudł (2000)
- Grand Prix pierwszego Krajowego Festiwalu Polskiego Radia i Telewizji w Sopocie „Dwa Teatry” za spektakl radiowy Kot mi schudł (2001)[1]
- Nagroda wydawnicza „IKAR” (2001)[1]
- Nagroda Księgarzy za powieść Trzepot skrzydeł (2008)[9]
- Nagroda w plebiscycie Mistrzynie stylu XX-lecia „Twojego Stylu” w kategorii „Literatura” (2010)
- Nagroda w plebiscycie „Róże Gali” w kategorii „Literatura” za książkę Makatka (2011)